# Zajazd Prowansalski
Zajazd Prowansalski (malt. Berġa ta’ Provenza, ang. Auberge de Provence) – jest jednym z ośmiu, zbudowanych na terenie Valletty, miejsc zamieszkania rycerzy zakonnych kawalerów maltańskich zajazdów z tzw. langues (grup językowych). Został zbudowany dla rycerzy z Prowansji.
Zajazd Prowansalski jest położony przy ulicy Triq ir-Republika, w sąsiedztwie kościoła św. Franciszka z Asyżu oraz kościoła św. Barbary.

## Historia
Budynek został zaprojektowany przez Girolama Cassara, maltańskiego architekta i inżyniera wojskowego, który w okresie od lat 60. do 80. XVI wieku zaprojektował oraz nadzorował budowę kilkudziesięciu najważniejszych budynków w stolicy Malty m.in. Pałac Wielkiego Mistrza, konkatedrę świętego Jana oraz Verdala Palace w Siġġiewi. Jego budowę zakończono w 1571 lub na przełomie 1574/1575 roku. W 1638 roku budynek został gruntownie przebudowany i rozbudowany. Dziewięć kwadratowych pokoi oraz wejście do budynku są śladami tej przebudowy. Zajazd służył zakonowi do momentu francuskiej okupacji Malty w roku 1798, kiedy to został przejęty przez wojska Napoleona i stał opuszczony przez dwa lata. W 1800 roku po zajęciu wyspy przez Brytyjczyków obiekt pełnił różne funkcje, był m.in. hotelem i koszarami wojskowymi. W 1826 roku część budynku została przekazana nowo utworzonemu The Malta Union Club skupiającego oficerów i cywilów służących na Malcie. W czasie II wojny światowej nie uległ większym uszkodzeniom. Szczególnie warty uwagi jest zachowany w oryginalnym stanie, położony na pierwszym piętrze, wielki salon, który służył jako refektarz i miejsce spotkań rycerzy. Jego sufit zdobiony jest malowidłami oraz kasetonami sufitowymi.
Od 1955 roku budynek jest siedzibą otworzonego w 1958 roku National Museum of Archaeology Malty. Muzeum zostało oficjalnie otwarte w styczniu 1958 roku przez minister edukacji, panią Agathę Barbarę.
Obiekt został wpisany na listę National Inventory of the Cultural Property of the Maltese Islands pod numerem 01135.